# Cumbal
Cumbal là một khu tự quản thuộc tỉnh Nariño, Colombia. Thủ phủ của khu tự quản Cumbal đóng tại Cumbal Khu tự quản Cumbal có diện tích 677 ki lô mét vuông. Đến thời điểm ngày 28 tháng 5 năm 2005, khu tự quản Cumbal có dân số 22546 người.